# Okręg wyborczy Aston
Okręg wyborczy Aston (ang. Division of Aston) – jednomandatowy okręg wyborczy do Izby Reprezentantów Australii, zlokalizowany we wschodniej części Melbourne. Został utworzony przed wyborami w 1984 roku, jego patronką jest pisarka i działaczka ruchu osób niewidomych Tilly Aston. 

## Lista posłów
| okres urzędowania | poseł           | przynależność              |
| ----------------- | --------------- | -------------------------- |
| 1984-1990         | John Saunderson | Australijska Partia Pracy  |
| 1990-2001         | Peter Nugent    | Liberalna Partia Australii |
| 2001-2010         | Chris Pearce    | Liberalna Partia Australii |
| od 2010           | Alan Tudge      | Liberalna Partia Australii |

źródło: 